# Alberto Botía

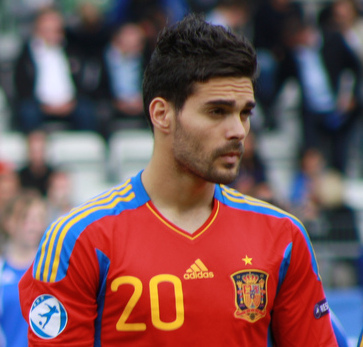
Botía bij Spanje -21 in 2011

Alberto Botía Rabasco (Murcia, 27 januari 1989) is een Spaans betaald voetballer die bij voorkeur uitkomt als verdediger. Hij tekende in juni 2010 een vierjarig contract bij Sporting Gijón, dat hem daarvoor al huurde van FC Barcelona.

## Carrière
Botía begon met voetballen bij CD Alquerías. Van 2000 tot 2003 speelde hij in de jeugdteams van Real Murcia. In 2003 kwam Botía bij de cantera (jeugdopleiding) van FC Barcelona. Sinds het seizoen 2006/2007 speelt hij in Barça B, het tweede elftal van de club. Op 5 september 2007 debuteerde de verdediger in het eerste elftal. In de halve finale van de Copa de Catalunya tegen Girona FC kwam Botía in de tweede helft als vervanger van David Córcoles in het veld. Op 1 december 2007 behoorde hij tot de wedstrijdselectie van FC Barcelona voor de competitiewedstrijd tegen RCD Espanyol, maar Botía kwam niet tot spelen. Met Barça B werd hij in 2008 kampioen van de Tercera División Grupo 5. Op 30 mei 2009 maakte hij zijn debuut in de Primera División tegen Deportivo de La Coruña. Botía kwam in de tweede helft als vervanger van Gerard Piqué in het veld. In het seizoen 2009/2010 zal hij op uitleenbasis voor Sporting Gijon spelen.

## Persoonlijk
Botía heeft een relatie met de Griekse zangeres Eleni Foureira.

## Statistieken
| Seizoen    | Club               | Land                   | Competitie                 | Duels | Doelp. |
| ---------- | ------------------ | ---------------------- | -------------------------- | ----- | ------ |
| 2006/07    | FC Barcelona B     | Vlag van Spanje        | Segunda División B Grupo 3 | ??    | 0      |
| 2007/08    | FC Barcelona B     | Vlag van Spanje        | Tercera División Grupo 5   | 17    | 1      |
| 2008/09    | Barça Atlètic      | Vlag van Spanje        | Segunda División B Grupo 3 | 27    | 2      |
| 2008/09    | FC Barcelona       | Vlag van Spanje        | Primera División           | 1     | 0      |
| 2009/10    | → Sporting Gijon   | Vlag van Spanje        | Primera División           | 26    | 0      |
| 2010/11    | Sporting Gijon     | Vlag van Spanje        | Primera División           | 28    | 1      |
| 2011/12    | Sporting Gijon     | Vlag van Spanje        | Primera División           | 34    | 1      |
| 2012/13    | Sevilla FC         | Vlag van Spanje        | Primera División           | 18    | 1      |
| 2013/14    | → Elche CF         | Vlag van Spanje        | Primera División           | 33    | 0      |
| 2014/15    | Olympiakos Piraeus | Vlag van Griekenland   | Super League               | 17    | 1      |
| 2015/16    | Olympiakos Piraeus | Vlag van Griekenland   | Super League               | 17    | 4      |
| 2016/17    | Olympiakos Piraeus | Vlag van Griekenland   | Super League               | 20    | 2      |
| 2017/18    | Olympiakos Piraeus | Vlag van Griekenland   | Super League               | 12    | 1      |
| 2018/19    | Al-Hilal           | Vlag van Saoedi-Arabië | Saudi Professional League  | 26    | 2      |
| 2019/20    | Al Wehda Club      | Vlag van Saoedi-Arabië | Saudi Professional League  | 24    | 1      |
| 2020/21    | Al Wehda Club      | Vlag van Saoedi-Arabië | Saudi Professional League  | 8     | 0      |
| Bijgewerkt | 26-12-2020         |                        |                            |       |        |

## Interlandcarrière
In juni 2011 werd Botía met Spanje Europees kampioen op het EK onder-21. Hij nam met het Spaans olympisch voetbalelftal onder leiding van bondscoach Luis Milla deel aan de Olympische Spelen van 2012 in Londen.
1 De Gea ·
2 Azpilicueta ·
3 Domínguez ·
4 J. Martínez ·
5 I. Martínez ·
6 Alba ·
7 Adrián ·
8 Muniain ·
9 Rodrigo ·
10 Mata ·
11 Koke ·
12 Montoya ·
13 Botía ·
14 Romeu ·
15 Isco ·
16 Tello · 
17 Herrera ·
18 Mariño ·
Coach: Milla